# Elena de Moldavia
Elena Stefánovna (Voloshanka, presuntamente entre 1464 y 1466 - 18 de enero de 1505) es la hija del gobernante moldavo Esteban III el Grande y la princesa de Kiev Evdokía Olélkovna. Fue esposa del hijo mayor del Gran Duque de Moscú Iván III Iván el Joven, por lo tanto, Princesa Tverskaya. El apodo Voloshanka se refiere a su procedencia valaquia.

## Biografía
Casi nada se sabe sobre los primeros años de Elena Stefánovna. En 1480, su padre Esteban III el Grande envió un embajador a Moscú para concluir una alianza con el estado ruso contra los turcos otomanos que amenazaban el principado de Moldavia. Para sellar esta unión, Elena tuvo que casarse con el hijo mayor de Iván III Vasílievich, Iván el Joven, quien era su primo tercero (ambos eran bisnietos de Basilio I de Moscú. En 1481, los embajadores rusos fueron enviados a Moldavia, quienes regresaron a Moscú en 1482 con Elena Stefánovna.

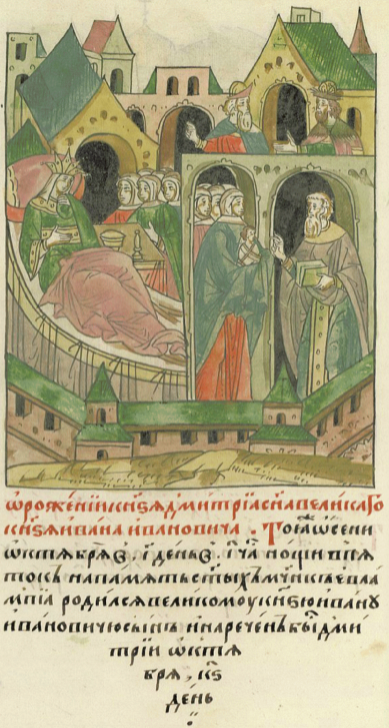
El nacimiento de Dmitri Vnuk, el hijo de Elena Stefánovna

Su boda con Iván el Joven tuvo lugar en enero de 1483. En el matrimonio, Elena Stefánovna dio a luz a dos hijos, Dmitri e Iván (15/02/1485-?). En 1490, su esposo enfermó de gota y murió repentinamente.
En 1483, Iván III, con motivo del nacimiento de su nieto Dmitri, apodado Dmitri Vnuk (es decir Dmitri el Nieto), quiso darle a Elena un "sázhenie" (dote de perlas) que pertenecía a su difunta primera esposa María Borísovna. Resultó que su segunda esposa, Sofía Paleólogo, le dio las perlas a su sobrina, María Andréievna Paleóloga. El gran duque al enterarse no dudó en quitarle lo que Sofía le había dado a su sobrina, que estaba casada con el príncipe Vasili Mijáilovich Vereiski, lo que provocó que el príncipe huyera a Lituania.
En 1497, Iván III descubrió una conspiración del boyardo Vladímir Gúsev, que pretendía elevar al trono ruso al hijo del gran duque Basilio III de Moscú. El 4 de febrero del año siguiente, el hijo de Elena Stefánovna, Dmitri Ivánovich, fue declarado heredero.
Como madre del nuevo heredero, Elena Stefánovna participó activamente en intrigas palaciegas y también pasó a formar parte del círculo de la secta de los Herejes Judaizantes. Elena compitió con la Gran Duquesa Sofía Paleóloga, quien buscó declarar a su hijo Basilio como heredero. La lucha en la corte terminó con la derrota del círculo de los herejes judaizantes de Fiódor Kúritsyn. Los partidarios de Elena fueron ejecutados. Iván III anuló la decisión de nombrar a Dmitri como heredero y, el 11 de abril de 1502, ordenó encarcelar a la nuera y al exheredero. Elena Stefánovna murió bajo custodia, seguramente asesinada por veneno en enero de 1505.
El conflicto entre Iván III y Esteban III por el encarcelamiento de Elena no afectó significativamente las relaciones ruso-moldavas, aunque provocó algunas fricciones. Ambos gobernantes antepusieron los intereses políticos, por lo que la disputa familiar no tuvo más consecuencias políticas  .

## Herencia

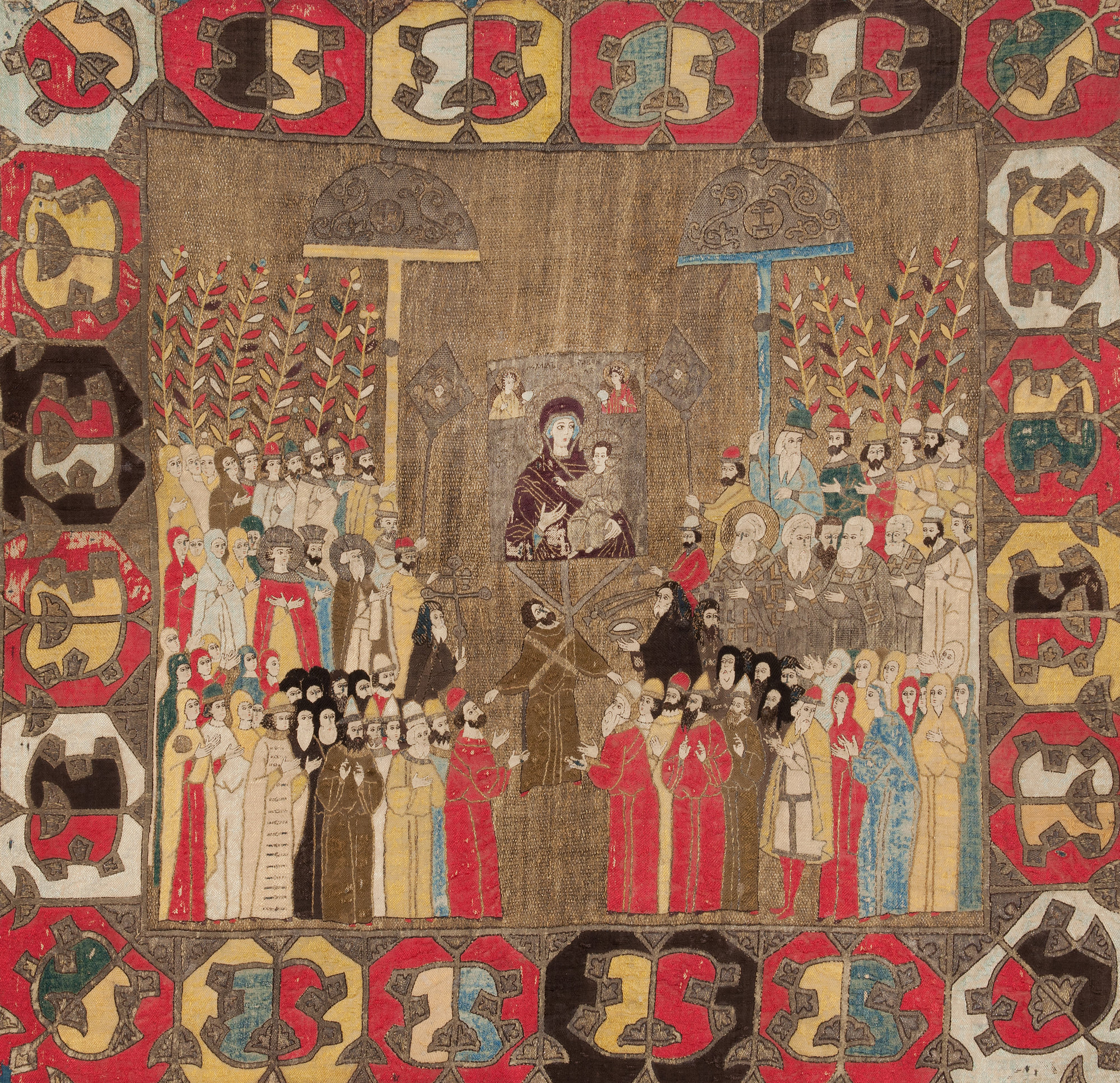
Velo de Elena Voloshanka. Taller de Elena Stefánovna Voloshanka (?)

Según la suposición del historiador Serguéi Kashtánov, en 1495 en la corte de Elena Stefánovna surgió un código de crónica que reflejaba los rasgos característicos de la política del grupo partidario del Principado de Tver.
En el entorno de Elena surgió el estilo de antigua costura artística rusa: el velo, pelená en ruso. El Velo de Elena Voloshanka representa la salida solemne de Iván III el Grande con su familia durante la coronación de Dmitri Vnuk como cogobernante. En él, además de motivos eclesiásticos, también se trazan motivos seculares, combinando las técnicas del arte ruso y moldavo.
La familia de los Rajmáninov, a la que perteneció Serguéi Rajmáninov, procede del sobrino de Elena Stefánovna, el hijo de su hermano Iván Vechin, llamado Vasili quien fue apodado Rajmanin.

## Encarnaciones de películas
- Serie de televisión "Sofía" (2016), director Alekséi Andriánov, en el papel de Elena Sofía Nikitchuk. Elena es representada como la principal antihéroe, envenenando a su marido en connivencia con los "judaizantes".

## Literatura
- Василе Стати . Stefan el Grande, Gobernante de Moldavia. - Chisináu: FE-P. Tipografía Centralá, 2004. — ISBN 9975-78-325-2 .
- Mihai Anatolii Ciobanu Olelkovicii - istorie și destin (Olelkovichi: historia y destino) // Carpica. 2016. vol. XLV. - pág. 215-238;
- Mihai Anatolii Ciobanu Mormântul marii cneaghine Elena - informații noi // Analele Putnei. 2017. vol. XIII. - N.º 1. - pp. 91-110;
- Chobanu M. A. Stefan el Grande e Iván Vasílievich: Relaciones entre el Principado de Moldavia y el Estado de Moscú en 1475-1482. // Antigua Rusia. Cuestiones medievales. 2018. - N.º 3 (73). — pp. 19-27.

- Datos: Q4174681
- Multimedia: Elena Voloshanka of Moldavia / Q4174681